# Dezember 2005
Portal Geschichte | Portal Biografien | Aktuelle Ereignisse | Jahreskalender | Tagesartikel

◄ |
20. Jahrhundert |
21. Jahrhundert

◄ |
1970er |
1980er |
1990er |
2000er
| 2010er | 2020er | 2030er | ►

◄ |
2001 |
2002 |
2003 |
2004 |
2005
| 2006 | 2007 | 2008 | 2009 | ►

◄ |
September 2005 |
Oktober 2005 |
November 2005 |
Dezember 2005 |
Januar 2006 |
Februar 2006 |
März 2006 |
►
Dieser Artikel behandelt tagesbezogene Nachrichten und Ereignisse im Dezember 2005.

## Tagesgeschehen

### Donnerstag, 1. Dezember 2005
- Alagoas/Brasilien: Im nordöstlichen Bundesstaat Alagoas wird ein führendes Mitglied der Landlosen-Bewegung erschossen. Wie die katholische „Pastoralkommission für Boden“ mitteilt, ist der 24-Jährige heuer bereits das 39. Todesopfer unter den Landarbeitern. Im Zuge der Agrarreform erhielten mehrere Familien Land und bekamen daraufhin Morddrohungen.
- Sonnensystem: Im Dezember sind am Firmament von Europa aus gesehen alle fünf hellen Planeten im Laufe der Nachtstunden sichtbar.

### Freitag, 2. Dezember 2005

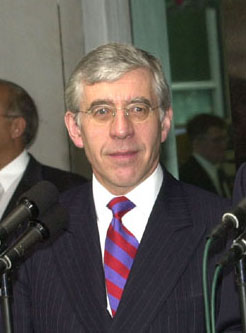
Jack Straw

- Brüssel/Belgien: Die EU fordert die USA formell zu Klarstellungen über die Berichte auf, die von CIA-Gefangenentransporten und geheimen Gefängnissen in Osteuropa sprechen. Das US-Außenministerium kündigte eine Antwort auf ein Schreiben des britischen EU-Ratsvorsitzenden Jack Straw an. Auch das EU-Parlament will bessere Auskünfte zu den Berichten.
- Kairo/Ägypten: Sieger der Parlamentswahlen in Ägypten sind erwartungsgemäß die Nationaldemokraten von Präsident Hosni Mubarak. Überraschend ist aber nach drei Wahlphasen, dass die oppositionelle Moslembruderschaft die zweitstärkste Partei werden und rund ein Viertel der Abgeordneten stellen dürfte. Die Bewegung ist offiziell verboten, wird aber geduldet.
- Rom/Italien: Gesundheitsminister Francesco Storace weist sein Ministerium an, die Gerichte zu überprüfen, ob sie die Gesetze zu Schwangerschaftsabbrüchen korrekt und nicht in allzu liberalem Sinne anwenden.
- Washington, D.C./Vereinigte Staaten: Der Oberste Gerichtshof berät über die Regelungen zu Schwangerschaftsabbrüchen, nachdem der Fall einer Minderjährigen in New Hampshire zeigt, dass die sexuelle Aufklärung durch Elternschaft unzureichend erfolgen kann.

### Samstag, 3. Dezember 2005

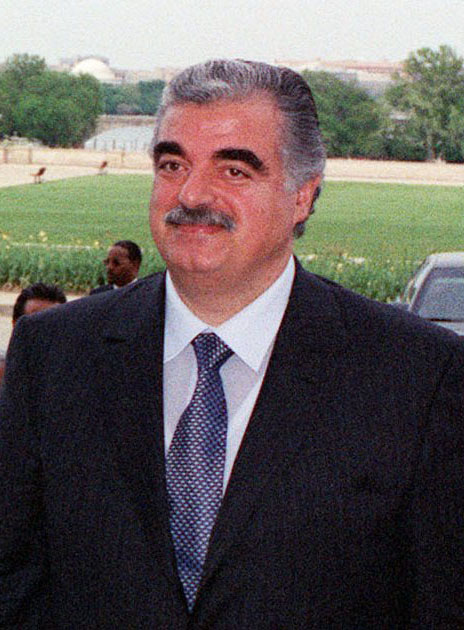
Rafiq al-Hariri (2001)

- Minsk/Belarus: Kritik an der Regierung soll strafbar werden. Das Parlament beschließt ein Gesetz, wonach jede Diskreditierung des Staates strafrechtlich verfolgbar wäre. Es muss noch vom Oberhaus und von Staatspräsident Aljaksandr Lukaschenka gebilligt werden. Internationale Menschenrechts-Gruppen kritisieren die Maßnahme scharf als Erstickung der Opposition. Der belarussische KGB begründet sie mit der Gefahr von Revolutionen wie in Georgien, der Ukraine und Kirgisistan.
- New York/Vereinigte Staaten: Der deutsche Staatsanwalt Detlev Mehlis kündigt das Ende der Leitung der von den Vereinten Nationen geführten Untersuchung des Attentats auf den Fahrzeugkonvoi des damaligen libanesischen Premierministers Rafiq al-Hariri an.

### Sonntag, 4. Dezember 2005
- Berlin/Deutschland: Der Vorsitzende des Zentralrats der Muslime in Deutschland Nadeem Elyas bietet sich als Austausch für die entführte Deutsche Susanne Osthoff im Irak an.
- Moskau/Russland: In der russischen Hauptstadt finden Wahlen zum Stadtparlament statt. Die Abstimmung wird als wichtiger Test für das Funktionieren der russischen Demokratie angesehen. Im Vorfeld hatten sich die beiden wichtigsten liberalen Parteien, Jabloko und die Union der rechten Kräfte, zu einem Wahlbündnis zusammengeschlossen.

### Montag, 5. Dezember 2005
- Caracas/Venezuela: Die Allianz der offiziellen Unterstützer-Parteien von Präsident Hugo Chávez gewinnt nach eigenen Angaben alle Sitze in der nationalen Parlamentswahl. Die Partei Chavez’ (Bewegung für die fünfte Republik) erreicht mit 114 von 167 zudem die nötige Zweidrittelmehrheit für Verfassungsänderungen. Die Wahlbeteiligung lag, nachdem sich alle wichtigen Oppositionsparteien überraschend von der Wahl zurückgezogen hatten, bei ungefähr 25 %.

### Dienstag, 6. Dezember 2005
- Teheran/Iran: Ein Militärflugzeug vom Typ C-130 stürzt beim Versuch einer Notlandung über der Hauptstadt ab. Mindestens 90 Personen sterben. Der Iran besitzt 15 Hercules C-130. Wegen der von den USA auferlegten Wirtschaftssanktionen fehlt es seit über 25 Jahren an Ersatzteilen für die Flugzeuge im Iran.
- London/Vereinigtes Königreich: David Cameron wird zum neuen Führer der Conservative Party gewählt.

### Mittwoch, 7. Dezember 2005

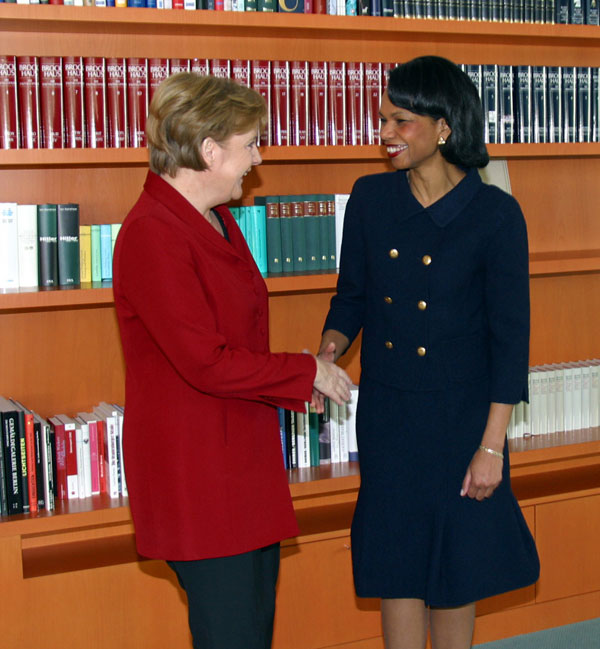
Angela Merkel, Condoleezza Rice

- China: Bei einem erneuten Grubenunglück nahe Peking werden 96 Bergarbeiter verschüttet, weitere 27 können sich retten. Die Explosion im Bergwerk Liuguantun bei der Stadt Tangshan ist bereits der vierte schwere Unglücksfall in 10 Tagen und dürfte die Zahl der Todesopfer von 229 auf über 320 erhöhen.
- Deutschland: Anlässlich des Besuches der US-Außenministerin Condoleezza Rice und der Diskussionen über Antiterror-Aktivitäten der CIA in Europa spricht die neue Bundeskanzlerin Angela Merkel davon, dass die US-Regierung hinsichtlich der offenbar irrtümlichen Festnahme des Deutsch-Libanesen Khaled al-Masri einen Fehler akzeptiere. Dem widersprechen amerikanische Medien: Gegenüber Merkel habe Rice nur eingeräumt, dass im politischen Bereich manchmal Fehler passieren und sie allenfalls berichtigt würden. Durch das offizielle Schweigen der USA zur seinerzeitigen Entführung werden die transatlantischen Beziehungen erneut belastet.

### Donnerstag, 8. Dezember 2005
- Deutschland: Nach dem Innovationsindex einer Studie des DIW (Institut für Wirtschaftsforschung) zeigt die Bundesrepublik viel weniger Bereitschaft zur Innovation als die USA und die skandinavischen Staaten. Im Vergleich zu insgesamt 13 westlichen Industriestaaten liegt sie im Mittelfeld zwischen Japan und dem Vereinigten Königreich und vor Österreich, dessen Wirtschaft derzeit aber erfolgreicher ist. Gute Noten erhielten die deutschen Unternehmen im Maschinen- und Fahrzeugbau sowie der Elektrotechnik. Schlecht fällt der Index bei Bildung und Innovation ab, soweit es um deren gesellschaftliche Akzeptanz und die finanzielle Unterstützung mutiger Unternehmen geht. Bei der Risikobereitschaft nimmt Deutschland den 13. (letzten) Platz ein.
- Kanarische Inseln/Spanien: Der wegen Kriegsverbrechen gesuchte kroatische General Ante Gotovina wurde am Mittwoch auf den zu Spanien gehörenden Kanarischen Inseln gefasst. Nach Auskunft der UN-Chefanklägerin Carla Del Ponte soll er so bald wie möglich an das UNO-Kriegsverbrechertribunal in Den Haag ausgeliefert werden.
- Washington, D.C./Vereinigte Staaten: Thema des Staatsbesuchs des Bundeskanzlers von Österreich Wolfgang Schüssel, der im Jänner den EU-Ratsvorsitz von Tony Blair übernehmen wird, sind neben dem transatlantischen Verhältnis auch die Forderungen von emigrierten Enteigneten und deren Hinterbliebenen aus der Zeit des Nationalsozialismus in Österreich. Die ersten der 19.300 in den USA lebenden Antragsteller wird die Bundesrepublik noch in diesem Jahr finanziell entschädigen.[1]

### Freitag, 9. Dezember 2005
- Leipzig/Deutschland: Die Gruppen für die FIFA-Fussballweltmeisterschaft 2006 der Männer werden ausgelost. Deutschland wird das Eröffnungsspiel am 9. Juni 2006 gegen Costa Rica bestreiten. Am 14. Juni 2006 spielt die deutsche Nationalmannschaft dann gegen Polen und am 20. Juni 2006 gegen Ecuador.

### Samstag, 10. Dezember 2005
- Nigeria: In Nigeria ist offenbar ein Passagierflugzeug beim Start verunglückt. Medienberichten zufolge sollen bis zu 100 Menschen ums Leben gekommen sein. Die Maschine der nigerianischen Fluggesellschaft „Sosoliso“ hätte von Port Harcourt nach Abuja fliegen sollen.
- Spanien: Die spanische Polizei hat im Süden des Landes sieben Männer festgenommen. Ihnen wird die Unterstützung von algerischen Moslem-Extremisten mit Verbindung zur Al-Qaida zur Last gelegt. Über geplante Attentate in Spanien gäbe es zurzeit keine Hinweise, so die Polizei.

### Sonntag, 11. Dezember 2005
- London/Vereinigtes Königreich: In der Nähe von London ist am Morgen ein Treibstofflager explodiert. Die Explosion ereignete sich etwa 15 Kilometer entfernt vom Flughafen Luton. Nach Polizeiangaben wurden 40 Menschen verletzt, zwei von ihnen schwer. Nach mehreren Stunden bekam die Feuerwehr den Brand unter Kontrolle. Die Polizei warnte jedoch, es könnte zu weiteren Explosionen kommen. Die Polizei von Hertfordshire geht von einem Unfall aus. Es gebe keine Hinweise auf eine andere Ursache, sagte eine Sprecherin. Berichte eines Augenzeugen, er habe ein Flugzeug in das Lager stürzen sehen, dementierte die Polizei ausdrücklich.

### Montag, 12. Dezember 2005
- Moskau/Russland: Der Gaskonzern Gazprom soll die Lieferpreise auf Gas für die Ukraine im Jahr 2006 um das Vierfache erhöhen, fordert Staatspräsident Wladimir Putin in einer Fernsehrede. Damit stiege der Preis auf das Doppelte der internationalen Marktpreise. Die Preiserhöhung gilt als die Rache für die Ereignisse der Orangefarbenen Revolution, die durch die Wahlmanipulationen des von Russland unterstützen Präsidentschaftskandidaten hervorgerufen wurde und mit dem Sieg der demokratischen Bewegung endete. Solche drastischen Preiszunahmen würden die wirtschaftliche Situation in der Ukraine wesentlich verschlechtern und den Handlungsspielraum der Regierung einengen. Parallel werden für den belarussischen Präsidenten Aljaksandr Lukaschenka die Lieferpreise im Jahr 2006 auf um das Fünffache niedrigerem Niveau garantiert.

### Dienstag, 13. Dezember 2005
- Kalifornien/Vereinigte Staaten: Der Gang-Gründer der „Crips“ und Kinderbuchautor Stanley Williams wird durch die Giftspritze trotz internationaler Proteste hingerichtet. Der kalifornische Gouverneur Arnold Schwarzenegger geriet für seine Bestätigung des Todesurteils in die Kritik einiger Organisationen.

### Mittwoch, 14. Dezember 2005
- Deutschland: Der ehemalige Priester und Kirchenkritiker Eugen Drewermann bestätigt gegenüber der Öffentlichkeit seinen Austritt aus der Römisch-katholischen Kirche.[2]
- Wien/Österreich: Bei einem Brand in der Wirtschaftsuniversität (WU) ist es zu beträchtlichen Sachschäden gekommen. Menschen haben keinen Schaden genommen. Vor allem die Bibliothek und das Hauptgebäude (UZA 1) sind betroffen.

### Donnerstag, 15. Dezember 2005
- Bagdad/Irak: Heute finden im ganzen Land die seit langem vorgesehenen Parlamentswahlen statt, von denen eine politische Beruhigung erhofft wird. Im Gegensatz zur Präsidentenwahl beteiligen sich diesmal auch zwei große sunnitische Parteien, während kleinere weiterhin zum Boykott aufrufen. Stärkste Partei dürfte die Vereinigte Irakische Allianz des Ministerpräsidenten Dschafari (Schiit) werden. Andere Parteien, insbesondere der Kurden, drängen auf größere Autonomie innerhalb des Vielvölkerstaates. Um eine Störung der Wahlen durch Terroranschläge und Autobomben zu erschweren, wurde für den Wahltag ein allgemeines Fahrverbot erlassen.
- Brüssel/Belgien: Der Europäische Rat beschließt die Aufnahme von Verhandlungen über den Beitritt zur Europäischen Union mit Mazedonien. Dagegen verlaufen die Verhandlungen über den britischen Beitragsrabatt, der die zehn EU-Beitrittsländer von 2004 benachteiligt, und über Agrarsubventionen bislang ergebnislos.[3]

### Freitag, 16. Dezember 2005
- Bagdad/Irak: Die gestrigen Parlamentswahlen hatten eine überraschend hohe Wahlbeteiligung von etwa 70 %, die in einigen Provinzen der Sunniten sogar bis 80 % betrug. Nach deren Boykott der zwei vergangenen Wahlen (Staatspräsident und Verfassung) wird dies als Hoffnungszeichen angesehen, dass künftig eine Kooperation von Parteien aller drei Bevölkerungsgruppen möglich sein wird.
- Brüssel/Belgien: Bei der Gipfelkonferenz der EU-Regierungschefs gelingt eine Einigung auf die Budget-Richtlinien 2007–2013, nachdem das Vereinigte Königreich den anderen Mitgliedstaaten im Hinblick auf den so genannten „Britenrabatt“ um circa 10 Milliarden Euro entgegenkommt.
- Wiesbaden/Deutschland: „Bundeskanzlerin“ als weibliche Form für den Deutschen Bundeskanzler lautet für die Gesellschaft für deutsche Sprache das Wort des Jahres in Deutschland.[4]

### Sonntag, 18. Dezember 2005
- Irak: Die seit drei Wochen im Irak entführte deutsche Archäologin Susanne Osthoff und ihr Fahrer kommen frei. Beide wurden am 25. November auf einer Fahrt von ihren Entführern verschleppt.
- Kinshasa/DR Kongo: Im drittgrößten Staat Afrikas sind 25 Millionen Wahlberechtigte zu einem Verfassungsreferendum aufgerufen, das von der UNO organisiert wird. Den Verfassungsentwurf beschloss das provisorische Parlament im Mai 2005 (siehe auch 21. Dezember).
- La Paz/Bolivien: Bei den vorgezogenen Präsidentschaftswahlen liegt Evo Morales, der Kandidat der Indios, mit voraussichtlich über 50 % der Stimmen in Führung.
- Yokohama/Japan: Der brasilianische Verein FC São Paulo gewinnt nach einem 1:0-Finalsieg gegen den Liverpool FC aus dem Vereinigten Königreich die Klub-Weltmeisterschaft im Fußball.[5]

### Montag, 19. Dezember 2005
- Florida/Vereinigte Staaten: Vor der Küste Floridas ist ein Wasserflugzeug mit 20 Menschen an Bord abgestürzt. 19 Leichen wurden bereits gefunden, 1 Person wird vermisst. Das Flugzeug war fast 60 Jahre alt.
- Vereinigtes Königreich: Formel-1-Weltmeister Fernando Alonso gibt seinen Wechsel von Renault zu McLaren-Mercedes für die Saison 2007 bekannt.

### Dienstag, 20. Dezember 2005
- Düsseldorf/Deutschland: Der Energie- und Chemiekonzern RAG Aktiengesellschaft wird künftiger Mehrheitseigentümer des weltweit größten Spezialchemie-Konzerns Degussa.
- La Paz/Bolivien: Bei der Präsidentschaftswahl vom 18. Dezember erringt Evo Morales von der „Bewegung zum Sozialismus“ (MAS) die absolute Mehrheit. Damit wird der bekannte Vertreter der „Koka-Bauern“ der erste indio-stämmige Präsident des 1982 zur Demokratie zurückgekehrten Landes. Der konservative Kandidat erhält rund ein Viertel der Stimmen.

### Mittwoch, 21. Dezember 2005
- Bukarest/Rumänien: Die Bank BCR, die größte Bank des Landes, wird mehrheitlich von der österreichischen Ersten Bank übernommen. Das Spitzeninstitut des österreichischen Sparkassensektors, das seit 2000 einige große Sparkassen in Tschechien, Slowakei, Ungarn und Kroatien übernommen hat, zahlt für die Mehrheitsbeteiligung 3,7 Mrd. Euro, was die bisher größte Transaktion eines österreichischen Unternehmens im Ausland darstellt. Die BCR hat in Rumänien 25–30 Prozent Marktanteil, 300 Filialen und etwa 12.000 Mitarbeiter.
- Karlsruhe/Deutschland: der Bundesgerichtshof hebt im Mannesmann-Prozess die Freisprüche des Landgerichts Düsseldorf auf. Dieses entscheidet nun durch eine andere Kammer unter Berücksichtigung der Rechtsansicht des BGH neu. Der erneute Prozess um Deutsche-Bank-Chef Ackermann und 5 weitere Manager wird mit einigen Monaten veranschlagt.
- Kinshasa/DR Kongo: Das sonntägliche Referendum zur neuen Verfassung ist nach UNO-Angaben erfolgreich verlaufen. Nach Auszählung von einem Drittel der Stimmen deutet sich eine 80-prozentige Zustimmung der Wähler an, was eine Voraussetzung zur endgültigen Befriedung des von Bürgerkriegen zerrissenen multiethnischen Staates darstellt. Insgesamt standen den 25 Millionen Wahlberechtigten rund 40.000 Wahllokale zur Verfügung. Transportprobleme gab es nur in wenigen Orten, jedoch Demonstrationen von Verfassungsgegnern in Goma und Kinshasa. Die UNO hat in dem riesigen Land ihr größtes Kontingent an Friedenstruppen stationiert und sprach von der komplexesten und schwierigsten Wahl, die sie je organisiert habe.
- New York/Vereinigte Staaten: Die Vereinten Nationen gründen eine Kommission für Friedenssicherung. Nach den Erfahrungen des letzten Jahrzehnts brechen in etwa der Hälfte aller Konfliktsfälle erneute Kriege aus, nachdem der UNO eine vorläufige Beilegung gelungen ist. Die neue Kommission soll vor allem zur Prävention weiterer Bürgerkriege in Afrika beitragen (Burundi, Kongo (?), Liberia und Sierra Leone), wird aber auch in Haiti tätig werden.

### Donnerstag, 22. Dezember 2005
- Tarent/Italien: Das Mittelalterliche Museum wird eingeweiht.

### Freitag, 23. Dezember 2005
- Niederlande: Der Geschäftsmann Frans van Anraat wird zu fünfzehn Jahren Freiheitsstrafe wegen Mittäterschaft an Kriegsverbrechen im Iran und im Irak verurteilt. Van Anraat lieferte Grundstoffe zur Herstellung von Senfgas und Nervengasen.
- Südkorea: Der Stammzellen-Forscher Hwang Woo-suk musste zurücktreten, nachdem sich Berichte bestätigten, dass er Daten in seinen zuvor als Durchbruch gefeierten Ergebnissen gefälscht hatte.
- Warschau/Polen: Der neugewählte Staatspräsident Lech Kaczyński von der Partei Recht und Gerechtigkeit leistet vor der Nationalversammlung seinen Amtseid.[6]

### Samstag, 24. Dezember 2005
- Hokuriku/Japan: Ungewöhnlich starke Schneestürme haben bisher mindestens 8 Todesopfer gefordert. In vielen Gegenden wurden Lawinen ausgelöst. Im gesamten Land kam es zu einem Verkehrschaos. Weit mehr als tausend Haushalte waren ohne Strom. Bei einer Zugentgleisung im Norden des Landes kam ein Mensch ums Leben. 26 wurden verletzt.

### Sonntag, 25. Dezember 2005
- Moskau/Russland: Die russische Regierung bietet dem Iran Hilfe für die friedliche Nutzung der Kernenergie an, konkret bei der Anreicherung von Uran. Der Iran lehnt die Offerte ab.

### Mittwoch, 28. Dezember 2005
- Aden/Jemen: Das Tourismusministerium meldet die Entführung der fünfköpfigen deutschen Familie des ehemaligen Staatssekretärs im Auswärtigen Amt Jürgen Chrobog. Das Auswärtige Amt in Berlin formuliert hingegen, dass die Familie vermisst werde.[7]
- Baikonur/Kasachstan: Der erste Satellit für das europäische Navigationssystem Galileo hat um 6:19 Uhr MEZ vom Weltraumbahnhof Baikonur, der unter russischer Verwaltung steht, an Bord einer Sojus-Trägerrakete abgehoben.
- Hamburg/Deutschland: Das umstrittene CIA-Programm zur Überstellung von Terrorverdächtigen an für Foltermethoden bekannte Länder läuft nach Angaben eines ehemaligen US-Topagenten schon seit gut zehn Jahren. Der frühere US-Präsident Bill Clinton, dessen Sicherheitsberater Sandy Berger und Terrorismusberater Richard Clarke hätten den US-Geheimdienst CIA im Herbst 1995 beauftragt, das Terrornetzwerk Al-Qaida „zu zerstören“, sagt der frühere CIA-Agent Michael Scheuer. Dazu seien auch so genannte „Sonderüberstellungen“ (englisch extraordinary renditions) eingeführt worden, bei denen Verdächtige entführt und per Geheimflug in andere Länder geflogen werden.[8]

### Donnerstag, 29. Dezember 2005
- Houston/Vereinigte Staaten: Die Bilanzfälschungen des Energieversorgungsunternehmens Enron werden für dessen ehemalige Unternehmenschefs Kenneth Lay und Jeffrey Skilling schwerwiegende Konsequenzen haben, da der Chefbuchhalter des Unternehmens heute vermelden lässt, die „volle Wahrheit“ sagen zu wollen, um eine Strafmilderung zu erreichen.[9]

### Freitag, 30. Dezember 2005
- Kairo/Ägypten: Bei der Erstürmung eines Protestcamps sudanesischer Flüchtlinge durch die ägyptische Polizei brach eine Massenpanik aus. Mindestens zehn sudanesische Flüchtlinge wurden dabei getötet. Die Flüchtlinge hatten für bessere Lebensbedingungen und die Übersiedelung in ein Drittland demonstriert.[10]

### Samstag, 31. Dezember 2005
- Jemen: Die im Jemen entführte Familie Chrobog um Ex-Diplomat Jürgen Chrobog ist frei.[11]

## Weblinks

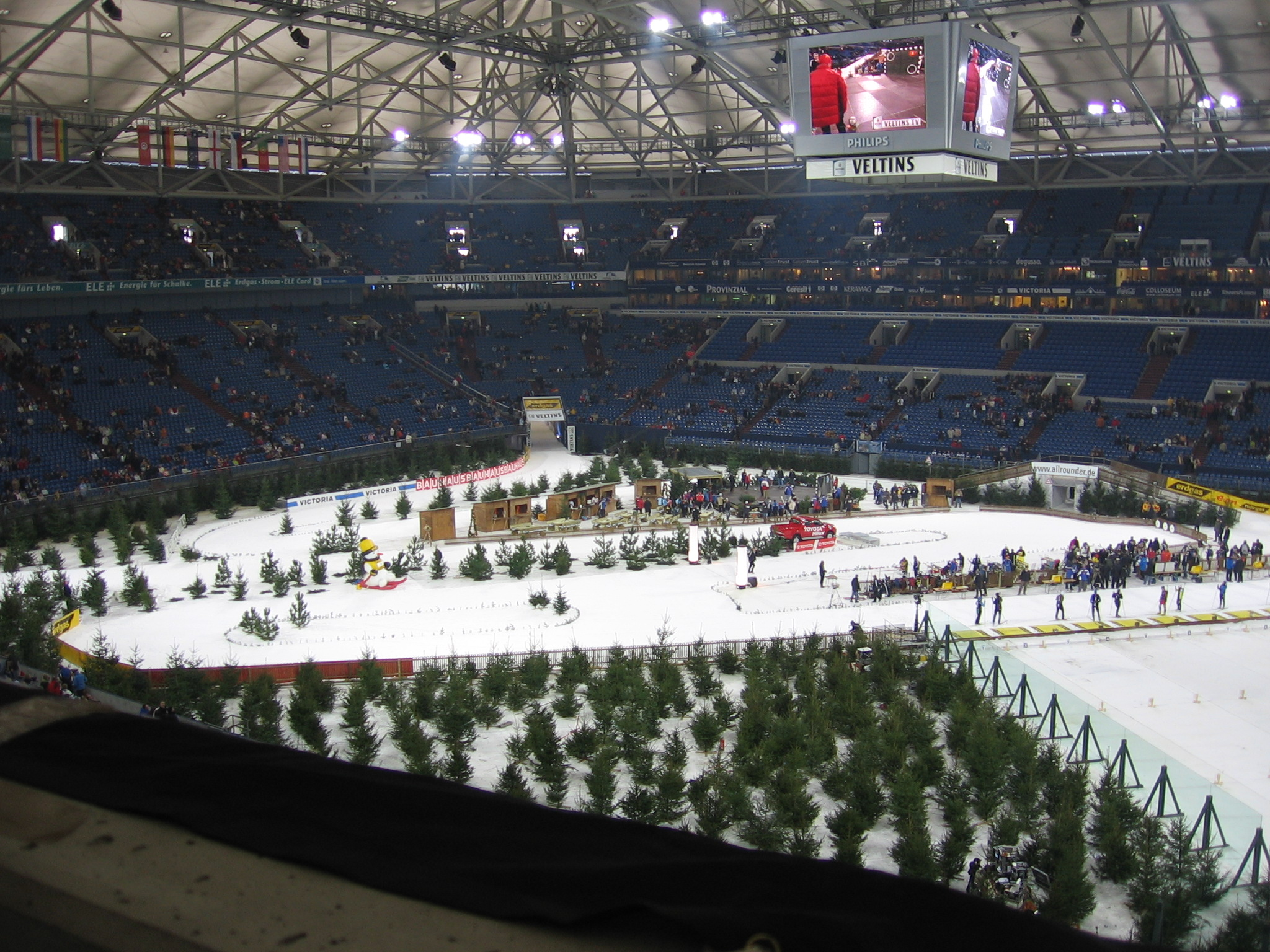
Nordrhein-Westfalen im Dezember 2005